# Šima Jovanovac
Šima Jovanovac (Gradište, 29. siječnja 1952.) je hrvatski glazbenik, pjevač i skladatelj.

## Životopis
Šima Jovanovac rođen je 29. siječnja 1952. godine u Gradištu pokraj Županje. Početno glazbeno obrazovanje i iskustvo stekao je još u nižim razredima osnovne škole svirajući u tamburaškom orkestru. Kasnije je, kao gimnazijalac, nastavio svirati u tamburaškim orkestrima i pop grupi Crveni makovi. U to vrijeme skladao je i svoje prve pjesme, koje je kao kantautor počeo i javno izvoditi. Potom je desetak godina djelovao kao učitelj glazbe u Gradištu, sudjelujući vrlo aktivno u glazbenom i kulturnom životu svoga zavičaja. 
Šima Jovanovac jedan je od utemeljitelja Hrvatske glazbene unije: od 1994. trinaest je godina bio predsjednik njezine 7. podružnice u Županji. Godine 1994. utemeljio je nakladničku kuću »Multi Music Media«, koja je sljedbenica 1990. osnovane producentske kuće M Audio Video Produkcija, za koju su snimali mnogi ugledni izvođači hrvatske tamburaške glazbe, primjerice Zlatni dukati, Kristali, Romanca,  Slavonske Lole, Viktorija Kulišić i drugi.
Osnivač je i umjetnički ravnatelj BRODFEST-a, hrvatskog festivala domoljubne pjesme. Od 2004. godine član je Hrvatske zajednice samostalnih umjetnika. Nastupao je diljem Hrvatske i u inozemstvu, posebice za hrvatsko iseljeništvo. Njegove su skladbe često nagrađivane na mnogim uglednim festivalima tamburaške glazbe.
Ima sina Branislava, koji je svirao u Općoj opasnosti te na koncertu Thompsona na hipodromu.

## Diskografija (izbor)
- Šima i Slavonski bećari:Stari graničari, Pjevat' će Slavonija, NKD100013 Diskos 1982.- singl
- Šima uz Zlatno klasje: Bećarski sin, LPD-9037 – MC 9037 (video kaseta), Diskos 1983.
- Šima i Zlatni dukati: Samo tako šokadijo moja, LPD - 20001220 (kaseta i video kaseta), Diskos 1986.
- Šima Jovanovac i Barabe: Slavonci smo i Hrvati pravi, LSY-62347 (kaseta i video kaseta), Jugoton 1989.
- Šima Jovanovac: Slavonske pjesme, šale i običaji, (video kaseta), Jugoton 1989.
- Šima Jovanovac i Kristali: Nema roda do mog roda, LP - 6 -1 2036721 (kaseta) / CD - D 50367 35, Jugoton 1992.
- Šima Jovanovac i Tamburaški orkestar HRT: Kad poletiš mala ptico –  CD-D 5100393 i MC-6 3100395, Croatia Records 1997.
- Šima Jovanovac: Bećarska škola – Multi Music Media/Croatia Records 1999.
- Šima Jovanovac: Mladi dida – GK-N 2 001 007, Multi Music Media 2001.
- Šima Jovanovac: Sjećanja – CD 008, Multi Music Media 2001.
- Šima Jovanovac: Zlatna kolekcija – 2CD 5693574, Multi Music Media/Croatia Records 2006.
- Šima Jovanovac: Malo po malo – CD 5859055, Multi Music Media/Croatia Records 2009.
- Šima Jovanovac: Mojih 40 godina – DVD 5859055, Multi Music Media/Croatia Records 2009.[3]
- Šima Jovanovac: Najljepše ljubavne pjesme – CD 6052349 Multi Music Media/Croatia Records 2014.
- Šima Jovanovac: Šta kog briga kako živim – CD 6074538 Multi Music Media/Croatia Records 2016.  ·

## Nagrade i priznanja
- 2000. - Red Danice hrvatske s likom Marka Marulića za izuzetne doprinose u kulturi
- 2008. – Nagrada Domagoj Udruge branitelja, invalida i udovica Domovinskoga rata Podravke
- 2009. – Mega Muzika Fender Awards: priznanje za izniman doprinos razvoju hrvatske pop, rock i country glazbe[4]
- 2010. - Nagrada „Status“ – HGU za 45 godina glazbenog djelovanja[5]
- 2011. - Nagrada za životno djelo Vukovarsko srijemske županije
- 2016. - Grb grada Zagreba

## Vanjske poveznice
- Službene stranice Šime Jovanovca
- Hrvatsko društvo skladatelja: Jovanovac, Šima  Arhivirana inačica izvorne stranice od 3. studenoga 2024. (Wayback Machine)
- Hrvatska diskografska udruga: Šimo Jovanovac Šima (životopis)
- barikada.com – Šima Jovanovac  Arhivirana inačica izvorne stranice od 28. rujna 2014. (Wayback Machine)
- diskografija.com – Šima Jovanovac
- Šima Jovanovac na Discogsu